# Ivan Lavrenčič
Ivan Lavrenčič, slovenski rimskokatoliški duhovnik, zgodovinar in politik, * 6. januar 1857, Planina, Ajdovščina, † 3. februar 1930, Kamnik.

## Življenje in delo
Po končanem študiju bogoslovja in mašniškem posvečenju je od 1882 kot kaplan služboval v Logatcu, Postojni, Cerkljah na Gorenjskem in Kranju. Od maja 1892 do maja 1895 je bil župnik v Boštanju, nato do junija 1902 v dekan v Šmartnem pri Litiji, kjer je zgradil veliko novo cerkev in župnišče, od junija 1902 pa do smrti pa je bil župnik v Kamniku. Tu je znotraj in zunaj obnovil župnijsko cerkev Marijinega brezmadežnega spočetja na Šutni, ustanovil društvo Kamniški dom, Hranilnico in posojilnico in bil zelo aktiven občinski odbornik. Od leta 1908 do 1918 je bil deželni poslanec izvoljen v splošni kuriji v Kranjski deželni zbor. Za zasluge ga je škof ljubljanske škofije Anton Bonaventura Jeglič imenoval za častnega kanonika ljubljanskega stolnega kapitlja. V mlajših letih je objavil več zgodovinskih spisov: Krščanstvo pri Slovencih do Cirila in Metoda (Kmetijske in rokodelske novice, 1881; v nadaljevanju N); Brata solunska in Slovenci (N, 1881); Rimska stolica zaščitnica blagovestnikov slovenskih v boju z nemškimi škofi (N, 1881); A. A. Wolf (N, 1882); Jurij Grabrijan (N, 1882); Tisočletnica smrti papeža Janeza VIII. (N, 1882); Govor za 125-letnico rojstva Valentina Vodnika (N, 1883). Kasneje je v Ljubljanskem škofovskem listu objavil več člankov: Duhovnik v krajnem in okrajnem šolskem odboru (1903); Duhovno pastirovanje po mestih in trgih (1907); Navodilo k napovedi pristojbinskega namestka (1911); Navodilo za promemorijo ob kanonični vizitaciji (1911); Varstvo mladoletnih otrok (1916). Več člankov je objavil tudi v listu Cerkveni glasnik.